# Flower of Scotland
Flower of Scotland ist ein patriotisches Lied aus Schottland, das neben Scotland the Brave und Scots Wha Hae eine der drei inoffiziellen Nationalhymnen ist. Die eigentliche Nationalhymne Großbritanniens – einschließlich Schottlands – ist God Save the King. Da Schottland unter anderem eigene nationale Fußball- und Rugbymannschaften hat, wird eine der inoffiziellen Nationalhymnen gespielt, wenn diese bei internationalen Spielen eine andere Hymne als die der englischen Mannschaften benutzen wollen.
The Flower of Scotland wurde von Roy Williamson, dem Gründer der Folk-Band The Corries, Mitte der 1960er Jahre geschrieben. Das Lied wurde von schottischen Rugby-Fans entdeckt und 1974 für die Tour der British Lions in Südafrika als Ersatzhymne verwendet. Erstmals wurde The Flower of Scotland anlässlich des Calcutta Cups 1990 als Identifikationslied für die Rugby-Nationalmannschaft vom Verband Scottish Rugby Union (SRU) zugelassen, nachdem die Spieler energisch gefordert hatten, nicht zur Hymne des Gegners auflaufen zu müssen. Zunächst wurde lediglich die erste Strophe zugelassen, durch den Erfolg und die große Anteilnahme beim Publikum kam in den Folgejahren die dritte Strophe hinzu. Mittlerweile wird The Flower of Scotland als offizieller National Song verwendet. Der schottische Fußballverband folgte 1997 dem Beispiel des schottischen Rugby-Verbandes und machte Flower of Scotland zum offiziellen Lied, das vor Länderspielen gespielt wird. Ebenso wird es vor Länderspielen der schottischen Cricket-Nationalmannschaft verwendet.
Das Lied behandelt den Kampf von William Wallace und Robert the Bruce gegen den englischen König Edward II., insbesondere den Sieg Roberts in der Schlacht von Bannockburn. Als „Blüte Schottlands“ ist hier nicht die Distel, sondern die Jugend Schottlands gemeint; also diejenigen, die in der Blüte ihrer Jugend für Schottland gekämpft haben (und zum Teil auch für Schottland gefallen sind).
Aufgrund des Textes gilt das in Schottland sehr populäre Lied als anti-englisch und stark nationalistisch, weshalb es in unionistischen, d. h. pro-britischen Kreisen umstritten ist.

## Text
| Original | Deutsche Übersetzung |
| --- | --- |
| O Flower of Scotland When will we see Your like again, That fought and died for, Your wee bit Hill and Glen, And stood against him, Proud Edward’s Army, And sent him homeward, Tae think again.            | O Blüte Schottlands, Wann werden wir wieder Euresgleichen sehen, Die Ihr gekämpft habt und starbt, Für euer kleines bisschen Hügel und Tal; Und getrotzt habt Dem Heer des stolzen Edward, Und ihn heimwärts schicktet, Damit er sich’s überlegt.  |
| The Hills are bare now, And Autumn leaves Lie thick and still, O’er land that is lost now, Which those so dearly held, That stood against him, Proud Edward’s Army, And sent him homeward, Tae think again. | Nun sind die Hügel kahl, Und Herbstlaub Liegt schwer und still Über Land, das nun verloren ist, Welches jene so lieb gehabt haben, Die getrotzt haben Dem Heer des stolzen Edward, Und ihn heimwärts schickten, Damit er sich’s überlegt.          |
| Those days are past now, And in the past They must remain, But we can still rise now, To be the nation again, That stood against him, Proud Edward’s Army, And sent him homeward, Tae think again.          | Diese Tage sind nun Vergangenheit, Und Vergangenheit Müssen sie bleiben, Und doch können wir uns erheben, Um wieder jene Nation zu werden, Die getrotzt hat Dem Heer des stolzen Edward, Und ihn heimwärts schickte, Damit er sich’s überlegt.     |
| O Flower of Scotland, When will we see Your like again, That fought and died for, Your wee bit Hill and Glen, And stood against him, Proud Edward’s Army, And sent him homeward, Tae think again.           | Oh Blüte Schottlands, Wann werden wir wieder Euresgleichen sehen, Die Ihr gekämpft habt und starbt, Für euer kleines bisschen Hügel und Tal; Und getrotzt habt Dem Heer des stolzen Edward, Und ihn heimwärts schicktet, Damit er sich’s überlegt. |

Anmerkung: 
Zumindest bei Sportereignissen ergänzen mitsingende Schotten das Lied bei der Textstelle „That stood against him“ um die laut ausgerufene Frage „Against Who?“. Die Frage, die mit „Proud Edward’s Army“ beantwortet wird, ist jedoch kein offizieller Bestandteil des Liedtextes.